# Caroline Pleidrup
Caroline Pleidrup Gram (født. 11. december 2000) er en dansk fodboldspiller, der spiller forsvar/midtbane for Brøndby IF i Gjensidige Kvindeligaen og Danmarks U/23-kvindefodboldlandshold. 

## Meritter

### Klub
Brøndby IF
Elitedivisionen
- Guld: 2018-19
- Sølv: 2017-18, 2019-20

Sydbank Kvindepokalen 
- Guld: 2018
- Sølv: 2019